# Gunvor
Gunvor Group (произносится Гунвор групп) — международная энергетическая группа, один из крупнейших энергетических трейдеров по объёму продаж (по данным на 2011 год).
Компания зарегистрирована на Кипре, ведёт деятельность через основные офисы, расположенные в Женеве (Швейцария), Нассау (Багамские острова), Сингапуре (Сингапур) и Дубае (ОАЭ). Представительства компании есть в Боготе (Колумбия), Буэнос-Айресе (Аргентина), Абудже (Нигерия), Пекине (Китай), Мумбае (Индия), Москве (Россия), Алма-Ате (Казахстан).

## История
Компанию Gunvor в 1997 году основали Геннадий Тимченко и Турбьёрн Тёрнквист. В 2000 году Gunvor начала торговую деятельность. Долгое время компания занималась торговлей нефтью и нефтепродуктами, c 2007 года последовательно реализует стратегию формирования энерго-логистического холдинга.
В 2008 году компания инвестировала в Petroterminal de Panama, в который входят мощности по хранению и перевалке сырой нефти и нефтепродуктов на Тихоокеанском побережье, нефтепровод протяженностью 131 км, терминал на Атлантическом побережье.
В 2009 году компания инвестировала в Новороссийский мазутный терминал и Лаганский блок месторождений на Каспии.
В 2011 году были приобретены доли в Keaton Energy и Kolmar coal mining, был запущен терминал в порту Усть-Луга. В этом же году была приобретена доля в Signal Peak.
В 2011 году Gunvor создала совместное предприятие с турецкой компанией Akfel (Akfel Gunvor Enerji) для торговли энергоресурсами в Турции.
В марте 2012 года Gunvor купила у компании Petroplus нефтеперабатывающий завод в бельгийском Антверпене мощностью около 5 млн тонн нефти в год. Позднее, в мае того же года, компания объявила о приобретении у Petroplus ещё одного НПЗ той же мощности, на этот раз в германском Ингольштадте.
В мае 2013 года Gunvor Group разместила дебютные пятилетние евробонды на 500 млн долларов на Сингапурской фондовой бирже.
До марта 2014 года 44 % акций Gunvor Group принадлежало Геннадию Тимченко, Турбьёрну Тёрнквисту — также 44 %. Ранее совладельцем являлся Петр Колбин, но по данным на декабрь 2010 года, его пакет акций был продан трасту, принадлежащему топ-менеджерам компании.
В марте 2014 года, опасаясь экономических санкций со стороны западных стран в связи с аннексией Крыма Россией, Тимченко продал все свои акции Gunvor Турбьёрну Тёрнквисту (и действительно, 20 марта, на следующий день после завершения сделки, санкции против Тимченко были введены США). Сумма сделки не раскрывалась. При введении санкций Минфин США вновь заявил о том, что Владимир Путин имеет долю в бизнесе Gunvor.
В октябре 2014 года прокуратура Восточного округа штата Нью-Йорк совместно с министерством юстиции США начала расследование против Геннадия Тимченко по факту отмывания денег компанией Gunvor в ходе сделок по перепродаже нефти, добытой «Роснефтью».
В апреле 2015 года Gunvor в соответствии с озвученными осенью 2014 года планами по выходу из российских активов продала структурам Искандара Махмудова и Андрея Бокарева свою долю (30 %) в угольной компании «Колмар» (Якутия, Россия).
В июле 2015 года было объявлено о продаже контроля в нефтепродуктовом терминала «Усть-Луга Ойл». Покупателем 74 % акций компании выступили структуры Андрея Бокарева.

## Собственники и руководство
88 % акций компании принадлежит Турбьёрну Тёрнквисту, оставшиеся 12 % акций находятся в собственности менеджмента компании (при этом Тёрнквист владеет 100 % голосующих акций (класса A), у менеджмента же только акции класса D, дающие право лишь на получение дивидендов).
Согласно отчётности 2015 года Тёрнквист владел уже 78% акций, остальное принадлежало менеджменту компании.

## Активы
Компании принадлежали следующие активы:
- судоходная компания Clearlake Shipping, арендующая 16 танкеров[28];
- судовой брокер Alexia (Финляндия)[28];
- 17 % Petroterminal de Panama (Давид, Панама)[7][8];
- 50 % акций Невской трубопроводной компании — оператора нефтеналивного терминала в порту Усть-Луга (Ленинградская область, Россия)[29];
- 26 % акций ОАО «Усть-Луга Ойл» (до апреля 2014 года — ОАО  «Роснефтьбункер»[30]) — оператора нефтепродуктового терминала в порту Усть-Луга (Ленинградская область, Россия);
- 50 % акций Новороссийского мазутного терминала (НМТ), Новороссийск (Краснодарский край, Россия)[9];
- нефтеперерабатывающие предприятия Independent Belgian Refinery[31] (Антверпен, Бельгия) и Gunvor Refinery Ingolstadt[32] (Ингольштадт, Германия)[15][33][34];
- 10 % трансальпийского нефтепровода Transalpine Pipelin (TAL)[33][35][36];
- 33 % акций угледобывающей компании Signal Peak (Монтана, США)[11];
- 24 % акций угледобывающего холдинга Keaton Energy (Йоханнесбург, ЮАР)[11];
- доля в 30 % в Лаганском блоке на севере Каспия (Калмыкия, Россия)[10].
- 9,9 % шведской нефтегазовой компании PA Resources[37].
- НПЗ в Роттердаме[27].

Также благодаря СМИ стало известно о том, что Gunvor подписала меморандум о строительстве терминала и нефтехранилища в Сан-Томе и Принсипи
 и приобретении доли в единственном частном топливном терминале PT Oiltanking Karimun в Индонезии.
В 2012 году СМИ сообщали о том, что Gunvor рассматривает возможность строительства нефтяного терминала в Сингапуре.
С момента введения санкций в 2014 года компания начала сокращать работу в РФ, в течение 2015 года продав 74% в нефтепродуктовом терминале "Усть-Луга Ойл" и 30% угольной компании "Колмар" структурам Андрея Бокарева (объем сделок составил примерно $2 млрд), в феврале 2016 года отдав "Транснефти" 50% в Новороссийском мазутном терминале за $159 млн.

## Деятельность
Gunvor выступает в качестве одного из основных трейдеров ряда крупнейших российских нефтедобывающих компаний. По утверждению журнала SmartMoney, Gunvor предлагает хорошие ценовые условия, выигрывая на тендерах у других торговцев нефтью — швейцарской Glencore и британской BP.
Gunvor сотрудничает со всеми крупнейшими российскими (Роснефть, Газпром нефть, ТНК-ВР, Сургутнефтегаз) и международными (OMV, Shell, Ruhr Oel, Eni, BP, ExxonMobil, ConocoPhillips, Total) нефтяными компаниями, работая в 35 странах мира.
С 2009 года Gunvor также торгует газом, углем, биотопливом и квотами на выбросы парниковых газов. По сообщениям СМИ, 1 апреля 2010 года компания должна была начать физически работать на европейском рынке газа. Компания имеет разрешения на торговлю газом во Франции, Германии, Австрии, Бельгии, Нидерландах, имеет договоры с регазификационными терминалами в бельгийском Зебрюгге с планами поставок на северо-запад Европы.
До 2011 года основным торговым продуктом для Gunvor была нефть. Однако в 2011 году ситуация изменилась — по итогам года объём продажи нефтепродуктов превысил объём продажи нефти почти в два раза (62 млн тонн против 36 млн тонн). В 2012 году структура продаж сохранилась — 65 млн тонн нефтепродуктов (в основном мазута) и 34 млн тонн нефти. Параллельно Gunvor стала наращивать объёмы торговли газом. В 2011 году было продано 15 млрд кубометров, а в 2012 году — уже 20,4 млрд кубометров.
В сентябре 2012 г. стало известно, что компания хочет вернуться к торговле электричеством: Gunvor планирует поставлять электроэнергию в Болгарию в течение 20 лет.
Осенью 2012 году Gunvor начала развивать направление металлотрейдинга и наняла команду во главе с Франсуа Беузелином, бывшим руководителем трейдинга деривативами на металлы Societe Generale.

### Показатели деятельности
| Показатель, ед. изм                          | 2007 год | 2008 год | 2009 год | 2010 год | 2011 год | 2012 год | 2015 год |
| -------------------------------------------- | -------- | -------- | -------- | -------- | -------- | -------- | -------- |
| Объём продаж, млн тонн нефтяного эквивалента | 83       | 90       | н/д      | 116      | 122      | н/д      | 180      |
| Выручка, млрд долларов                       | 43       | н/д      | н/д      | 68       | 87,3     | 93,1     | 64       |
| Операционная прибыль, млн долларов           | н/д      | н/д      | н/д      | 266      | 370      | 350      | н/д      |
| Чистая прибыль, млн долларов                 | н/д      | н/д      | н/д      | н/д      | 329,8    | 301,1    | 1250     |

## Критика и дискуссии в СМИ

### Опровержение высказываний Станислава Белковского
В 2007 году в интервью Die Welt политолог Белковский утверждал, что Путин контролирует 4,5 % акций «Газпрома» и 37 % акций «Сургутнефтегаза», а также половину компании Gunvor. Журналисты «The New Times» доказательств этому факту не нашли.
Позднее Белковский был обвинен в клевете, и доказать правоту его слов не удалось.

### Иск кThe Economist
В ноябре 2008 года британский еженедельник «The Economist» опубликовал статью «Grease my palm» (в русскоязычных СМИ название переводилось как «Дай на лапу», в которой утверждал о качественном росте коррупции в России в период президентства В. В. Путина. В статье упоминался успех компании Gunvor, совпавший по времени с делом ЮКОСа.
В связи с публикацией Тимченко подал иск. В январе 2009 года газета изменила текст статьи на своём сайте: Gunvor и Тимченко в ней более не упоминались. Иск завершился мировым соглашением (до начала прений сторон), по которому газета опубликовала разъяснение следующего содержания:
- говоря о российской коррупции в статье, The Economist не имел в виду, что Тимченко получил бизнес за взятки или при помощи других коррупционных схем;
- Роснефть продаёт через Gunvor лишь около 30-40 % добываемой нефти, а не «большую часть» (англ. bulk), как было сказано в статье;
- The Economist принимает уверения Gunvor в том, что ни Владимир Путин, ни другие важные политические фигуры в России не владеют долями собственности Gunvor.

### Заявления Навального
15 мая 2008 года в Москве оппозиционный политик Алексей Навальный объявил, что он с группой единомышленников намерены выяснить, почему нефть крупнейших российских государственных компаний продаёт трейдер Gunvor и кто его бенефициарные владельцы; он заявил, что компании Роснефть, Газпром нефть и Сургутнефтегаз, к руководству которых миноритарии безрезультатно обращались с просьбой дать разъяснения по поводу Gunvor, скрывают от акционеров информацию о своём сотрудничестве с нефтетрейдером. Информация о владельцах Gunvor была обнародована самими владельцами.

### Gunvor в Нигерии
В 2008 году Нигерия объявила о внесении Gunvor в чёрный список поставщиков нефтепродуктов после того, как компания поставила местной компании Oando партию бензина с повышенным содержанием этанола. Oando, оштрафованная на $14 млн, как выяснилось, не прописала в контракте предельное содержание этанола, а Gunvor поставило топливо с теми же параметрами, что используется, например, в Бразилии. Однако позднее работа Gunvor на нигерийском рынке возобновилась: в том же году Gunvor заключила новый контракт с Nigerian National Petroleum Corporation.

### Wikileaks
В опубликованной Wikileaks дипломатической переписке США содержалось утверждение источника (имя при публикации было удалено) со ссылкой на два других источника со скрытыми именами о том, что 50 % нефтяного экспорта России осуществляется через Gunvor и указывалось на нехватку прозрачности и достоверной информации при анализе российского нефтяного и газового сектора. Тот же источник отметил, «что лично он не верит, что Сургутнефтегаз или Гунвор принадлежат Путину, так как у премьер-министра нет необходимости в прямом управлении активами, чтобы получать свою прибыль.». По данным Gunvor, в отдельные отрезки времени компания контролировала 30 % российского экспорта нефти.

### Расследование The Economist
В мае 2012 года The Economist опубликовал результаты собственного расследования деятельности Gunvor на нефтяном рынке в 2009 году. Согласно данным журнала, нефтетрейдер мог манипулировать ценами на российскую нефть марки Urals, сознательно занижая её котировки, для того чтобы закупать её у российских поставщиков по более низкой цене (контрактные цены, по которым нефтяные компании, такие как Сургутнефтегаз, продают нефть Gunvor, привязаны к текущим котировкам). Издание, правда, отмечает, что пока этот вывод является не «доказанным делом», а лишь «некоторым числом подозрительных обстоятельств».
Ларри Нил, президент независимого информационного агентства США Platts, написал The Economist письмо, в котором он жёстко раскритиковал освещаемые в статье вопросы и сделанные журналом предположения, утверждая, что никакой аномальной активности в торговле нефтью Urals, и указывая на то, что в рамках существующего нефтяного рынка ни одна компания не в состоянии манипулировать ценами.

### Расследование в Швейцарии
В 2012 году стало известно, что прокуратура Швейцарии ведет расследование уголовного дела в отношении неназванного бывшего сотрудника Gunvor, отвечавшего за контракты компании в Африке. Объектом изучения следователей стал перевод компанией $30 млн одновременно с получением контракта в Конго (по мнению СМИ, комиссионные предназначались бизнесмену и консультанту, близким к правительствам нескольких африканских стран). Сотрудник компании, уволенный после начала расследования, должен был получить $7 млн комиссии. Хотя расследование ведется в отношении бывшего сотрудника Gunvor, а не самой компании, многие СМИ в публикациях ошибочно говорят о расследовании против Gunvor.

### Конфликт с «Роснефтью»
Российские и зарубежные СМИ писали о конфликте между совладельцем Gunvor Геннадием Тимченко и руководителем Роснефти Игорем Сечиным, связывая именно с ним проигрыш Gunvor на тендерах. Так, Gunvor проиграл тендеры на продажу нефти «Роснефти», победу в котором одержали Glencore, Vitol и Shell, а в 2013 году в тендере победили уже Eni, Vitol и Shell. При этом Gunvor также проиграла ряд тендеров Сургутнефтегаза и ТНК-ВР, но сохранила контракт с «Газпром нефтью». Однако, осенью 2012 года Gunvor выиграла тендер на экспорт нефтепродуктов Самарской группы НПЗ (Куйбышевского, Новокуйбышевского и Сызранского) через терминалы на Балтийском (Усть-Луга) и Чёрном (Новороссийск) морях
Представители Gunvor заявляли, что снижение числа долгосрочных контрактов связано с тем, что их компания отдает предпочтение закупкам на открытом рынке, поскольку сейчас на нём нефть стоит дешевле, чем по долгосрочным контрактам. И Тимченко, и Сечин отрицали само наличие конфликта.
В конце 2012 года Игорь Сечин заявил, что Gunvor может быть привлечен Роснефтью к финансированию своих геологоразведочных проектов.
Тимченко в интервью для Neue Zürcher Zeitung повторно опроверг слухи о конфликте с Игорем Сечиным и подчеркнул, что их отношения строятся на взаимовыгодном партнерстве и сотрудничестве.